# La Chapela (Alta Viena)
La Chapela Mont Brandeu (en francès La Chapelle-Montbrandeix) és un municipi francès situat al departament de l'Alta Viena i a la regió de la Nova Aquitània.

## Demografia
| 1962                                       | 1968 | 1975 | 1982 | 1990 | 1999 | 2007 |
| ------------------------------------------ | ---- | ---- | ---- | ---- | ---- | ---- |
| 372                                        | 412  | 352  | 333  | 293  | 262  | 253  |
| Des de 1962: població sense dobles comptes |      |      |      |      |      |      |

## Administració
| Període   | Identitat      | Partit |
| --------- | -------------- | ------ |
| 2001-2008 | Marcel Darcy   | ADS    |
| 2008-     | Pascal Raffier |        |